# Pterocryptis anomala
Pterocryptis anomala — вид риб з роду Pterocryptis родини Сомові ряду сомоподібні.

## Опис
Загальна довжина сягає 17,1 см. Голова широка, пласка. Очі маленький. Рот широкий. На верхній щелепі є 1 пара довгих вусів, що доходять до середини грудних плавців. На нижній — 1 пара коротких. Тулуб витягнутий, позбавлено луски, вкрите слизом. Спинний плавець крихітний. Жировий плавець відсутній. Грудні та черевні плавці маленькі. Анальний плавець з широкою основою, витягнутий.
Забарвлення коричневе з безладно розташованими темними ділянками. Спина — від темно-коричневого до чорного. Нижня частина голови й черево має жовтий колір. Основа анального і хвостового плавців з рядками темних круглих плям.

## Спосіб життя
Є демерсальною рибою. Зустрічається у водоймах зі швидкою течією з кам'янистими ділянками. Вдень ховається серед скель та коренів дерев. Активна вночі. Живиться дрібною рибою й креветками.

## Розповсюдження
Мешкає у річках південного Китаю — річках Міньцзян та Чжуцзян.